# Stromatée à fossettes
Peprilus triacanthus
Espèce
Le Stromatée à fossettes (Peprilus triacanthus) est une espèce de poissons de la famille des Stromateidae.